# Créancey
Créancey település Franciaországban, Côte-d’Or megyében. Lakosainak száma 520 fő (2022. január 1.). Créancey Civry-en-Montagne, Maconge, Pouilly-en-Auxois, Semarey, Vandenesse-en-Auxois, Commarin és Meilly-sur-Rouvres községekkel határos.

## Népesség
A település népességének változása:
| Lakosok száma | 290  | 322  | 334  | 482  | 540  | 526  | 528  | 526  | 528  | 520  |
|               | 1968 | 1982 | 1990 | 2006 | 2013 | 2015 | 2017 | 2019 | 2020 | 2022 |